# Робін Гібб
Робін Г'ю Гібб (англ. Robin Hugh Gibb; 22 грудня 1949 , Дуглас, Острів Мен — 20 травня 2012, Лондон) — британський співак та автор пісень, найвідоміший за участю у групі Bee Gees, яку заснував разом з братом-близнюком Морісом та старшим братом Баррі. Світові продажі платівок групи перевищують сто мільйонів копій, що робить Bee Gees одним з найуспішніших колективів в історії музичної індустрії.

## Біографія
Народився у Британії, є братом-близнюком Мориса Гібба (Морис народився на 35 хвилин пізніше). Незабаром після їх народження батьки Г'ю і Барбара Гібб (уроджена Пасс) переїхали до Манчестеру. А наприкінці 1958 року сім'я виїхала до Брисбену, тому розпочати музичну кар'єру Робіну (як і двом його братам — Баррі та Морису) довелося вже в Австралії. Саме там вони отримали деяку популярність, після чого повернулися до Сполученого Королівства та продовжили музичну діяльність на батьківщині. Наприкінці 60-х років, перебуваючи на хвилі успіху, Робін вирішив відокремитися від групи та зайнятися сольною кар'єрою. Однак випущений ним альбом не мав великого успіху, тому вже через вісімнадцять місяців він повернувся у команду.
Робін Гібб і його брати продовжували виступати з перемінним успіхом до 2003 року, поки не стало Моріса. Після його смерті Баррі та Робін заявили, що група Bee Gees припиняє своє існування. Після майже семи років, восени 2009 року, вони оголосили про відродження групи, проте до нових синглів та живих виступів справа не дійшла.
В останні роки Робін Гібб і його син Робін-Джон працювали над написанням симфонічного твору «Реквієм за „Титаніком“», який у квітні 2012 року (у соту річницю катастрофи корабля) вперше виконав Королівський філармонічний оркестр Великої Британії. Робін Гібб не зміг бути присутнім на прем'єрі через загострення проблем зі здоров'ям.

## Проблеми зі здоров'ям та смерть
У серпні 2010 року Робін Гібб був екстрено госпіталізований та переніс операцію з видалення пухлини, яка провокували кишкову непрохідність (за аналогічних обставин у січні 2003 помер його брат-близнюк Моріс). У жовтні 2011 року екстрена госпіталізація повторилася. А 20 листопада 2011 було оголошено, що Гібб хворий раком печінки.
В інтерв'ю, опублікованому у «The Mail on Sunday» 22 січня 2012, Гібб зізнався, що за 18 місяців до того у нього знайшли запалення ободової кишки, а потім діагностували рак товстої кишки. Однак при цьому він зазначив, що весь цей час відчував себе переважно «чудово», а його лікар назвав результати хімієтерапії «винятковими».
На початку березня 2012 року Робін Гібб оголосив, що йде на поправку, проте вже того ж місяця він знову пережив хірургічне втручання.
13 квітня 2012 року Робін Гібб впав у кому через несподіваний розвиток пневмонії. 20 квітня він знову повернувся у свідомість і, за словами родичів, був у стані кивати головою та відповідати на запитання. 22 квітня його лікар-куратор заявив, що у Робіна прогресуючий рак товстої кишки, а пневмонія розвинулася через те, що його організм був ослаблений внаслідок інтенсивної хімієтерапії. Однак Ендрю Тіллайнайагам відзначив «залізну волю» та «великий внутрішній запас сил» Гібба, завдяки яким він зміг повернутися у свідомість.
Робін Гібб помер 20 травня 2012 року в Лондоні.

## Особисте життя та переконання

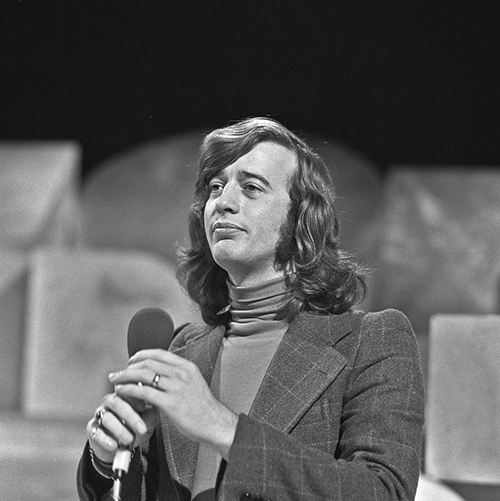
Файл:Robin Gibb (Bee Gees) — TopPop 1973 1.png

1968 року Робін Гібб одружився з Моллі Г'ьюлліс, яка працювала секретаркою продюсера гурту Роберт Стігвуда. У них народилися двоє дітей, Спенсер (1972) і Мелісса (1974), проте 1980 року, після декількох років роздільного проживання, подружжя розлучилося.
Друга дружина музиканта, Двайна Мерфі Гібб — драматург та поет. Певний час вона входила до індуїстської секти «Дочки Брахми» (відвідувала заняття Всесвітнього Духовного Університету Брахма Кумарис). 1983 року у них народився син Робін-Джон.
4 листопада 2008 року у Робіна народилася четверта дитина — дочка Сноу Евелін Робін Джульєт Гібб. Матір'ю стала домробітниця подружжя Гібб Клер Янг. Дружина Гібба Двайна, до цього кілька років закривала очі на роман свого чоловіка з економкою, після народження дитини заявила, що «обурена та шокована».
Робін Гібб був веганом та абсолютно не вживав алкогольних напоїв.
У політиці підтримував Лейбористську партію, 2005 року брав участь у її передвиборчій кампанії. Був близьким другом колишнього прем'єр-міністра Тоні Блера.

## Нагороди та звання
- Робін Гібб включений до Зали слави авторів пісень (Лос Анджелес);
- Лауреат премій Айвор Новелло і «Греммі»;
- Командор Ордена Британської імперії.

## Дискографія

### Альбоми
- 1970 — «Robin's Reign»;
- 1983 — «How Old Are You?»;
- 1984 — «Secret Agent»;
- 1985 — «Walls Have Eyes»;
- 2003 — «Magnet»;
- 2006 — «My Favourite Christmas Carols»;
- 2012 — «Titanic Requiem».

### Сингли
- 1969 — «Saved By the Bell»;
- 1969 — «One Million Years»;
- 1970 — «August, October»;
- 1978 — «Oh! Darling»;
- 1980 — «Help Me!» (Робін Гібб & Marcy Levy);
- 1983 — «Juliet»;
- 1983 — «How Old Are You?»;
- 1983 — «Another Lonely Night in New York»;
- 1984 — «Boys Do Fall in Love»;
- 1984 — «Secret Agent»;
- 1985 — «In Your Diary»;
- 1985 — «Like a Fool»;
- 1986 — «Toys»;
- 2002 — «Please»;
- 2003 — «Wait Forever»;
- 2004 — «My Lover's Prayer» (з Алістером Гриффіном);
- 2005 — «First of May» (G4 feat. Робін Гібб);
- 2006 — «Mother of Love»;
- 2007 — «Too Much Heaven» (Робін Гібб & US5);
- 2009 — «Islands in the Stream» (Робін Гібб & Comic Relief);
- 2011 — «I 've Gotta Get a Message to You» (Робін Гібб & The Soldiers);
- 2012 — «Don 't Cry Alone».